# Росси, Марко (хоккеист)
Марко Росси (нем. Marco Rossi; 23 сентября 2001, Фельдкирх, Австрия) — австрийский профессиональный хоккеист, центральный нападающий клуба НХЛ «Миннесота Уайлд».

## Карьера
Росси впервые встал на коньки в родной Австрии, когда ему было 3 года. В возрасте 10 лет Росси переехал в Швейцарию, чтобы продолжить там своё хоккейной развитие, также его родной город Фельдкирх находится недалеко от австрийско–швейцарской границы. С 13 лет он начал выступать за команды различных возрастных категорий системы «Цюрих Лайонс». Его дебют на профессиональном уровне состоялся в сезоне 2017/18, в том сезоне он сыграл 18 матчей и набрал 7 очков за "GCK Lions", которая является фарм-клубом «Цюрих Лайонс» и выступает во второй по значимости лиги Швейцарии. По окончании сезона он был выбран под общим 18-м номером на драфте OHL командой «Оттава Сиксти Севенс». В сезоне 2018/19 он провел за "Оттаву" 53 матча и набрал 65 очков, заняв четвертое место в команде по результативности, а также набрал 22 очка в 17 играх плей-офф. По итогам сезона Росси был включен во вторую символическую сборную всех звезд OHL. В сезоне 2019/20 Росси продолжил свои выступления за "Оттаву" в OHL, набрав 120 очков в 56 матчах. По итогам сезона он был награжден Эдди Пауэрс Мемориал Трофи (вручается лучшему бомбардиру OHL), получил приз как лучший бомбардир года CHL, был признан самым ценным игроком OHL, выиграв Ред Тилсон Трофи, а также был включен в первую команду всех звезд OHL. Марко стал первым европейским игроком, который стал лучшим бомбардиром OHL.
На драфте НХЛ 2020 Росси был выбран в 1-м раунде под общим 9-м номером клубом «Миннесота Уайлд». 23 октября 2020 года "Уайлд" подписали с Росси трехлетний контракт новичка. Спустя пять дней после подписания контракта с «дикарями» он был отдан в аренду в «Цюрих Лайонс» до начала тренировочного лагеря НХЛ. НХЛ отложила начало сезона 2020/21 до января 2021 года и Росси пригласили присоединиться к тренировочному лагерю "Уайлд" перед началом сезона. Однако он вернулся в Австрию из-за осложнений, связанных с COVID-19, в конце 2020 года он получил положительный результат теста на вирус. Говоря о своей борьбе с вирусом, Росси заявил: "Я благодарен Богу за то, что он поддержал меня. ... Я просто счастлив, что все еще жив".
Сезон 2021/22 Росси начал в составе фарм-клуба «Миннесоты» «Айова Уайлд», который выступает в АХЛ. Сыграв 21 матч в АХЛ, в которых он набрал 23 очка, Росси в январе 2022 года был вызван в "Миннесоту", а 6 января 2022 года дебютировал в НХЛ в матче против «Бостон Брюинз». Он сыграл две игры в НХЛ и был отправлен обратно в «Айову».
Свой первый гол в карьере НХЛ Росси забил 15 октября 2023 года в ворота клуба «Торонто Мейпл Лифс».